# 汉普顿 (南卡罗来纳州)
汉普顿（英文：Hampton），是美国南卡罗来纳州下属的一座城市。城市类型是“Town”。其面积大约为4.53平方英里（11.72平方公里）。根据2010年美国人口普查，该市有人口2,808人，人口密度约为每平方 英里620.28人（约合每平方公里239.5人）。